# Tôn Thiệu (con Tôn Sách)
Tôn Thiệu (Trung văn giản thể: 孙绍; phồn thể: 孫紹; bính âm: Sūn Shào; 200-?) là con ruột của Tôn Sách với Đại Kiều sinh ra sau 2 ngày sau khi Tôn Sách bị ám sát qua đời vào năm 200 nên là cháu ruột của hoàng đế Đông Ngô Tôn Quyền

## Gia đình
- Ông: Tôn Kiên
- Cha: Tôn Sách
- Mẹ: Đại Kiều
- Chú: Tôn Quyền
- Chị:
  - Chị cả: sau này lấy Chu Kỷ (nhưng chưa rõ tên)
  - Chị hai: sau này lấy Cố Thiệu và sau đó là Lục Tốn (nhưng chưa rõ tên)

- Con : Tôn Phụng (孫奉), con trai và người nối nghiệp của Tôn Thiệu, bị Tôn Hạo hành hình vì tham gia vào mưu đảo chính bất thành.